# مامادو ندياي
مامادو ندياي (بالفرنسية: Mamadou N'Diaye)‏ هو لاعب كرة قدم سنغالي في مركز الدفاع، ولد في 28 مايو 1995 في تييس ‏ في السنغال. شارك مع منتخب السنغال لكرة القدم. أما مع النوادي، فقد لعب مع نادي مونبلييه.

## وصلات خارجية
- مامادو ندياي على موقع قاعدة بيانات كرة القدم.إي يو (الإنجليزية)
- مامادو ندياي على موقع ناشيونال فوتبول تيمز (الإنجليزية)
- مامادو ندياي على موقع Soccerway.com (الإنجليزية)
- مامادو ندياي على موقع AS.com (الإسبانية)